# قندسية
قندسية (الاسم العلمي: Castoridae) هي فصيلة من الحيوانات تتبع رتبة القوارض من طائفة الثدييات.

## أسر
- قندساويات

## أجناس
- قندس